# Hljómsveitin XIII
Pour les articles homonymes, voir XIII.
Hljómsveitin XIII, ou simplement XIII, est un groupe islandais de metal gothique. Le groupe est actif entre 1993 et 2012.

## Histoire

### Création
Le groupe est formé au début de 1993 avec à l'origine Hallur Ingólfsson (chant, guitare et batterie), Eiríkur Sigurðsson (guitare), et Guðmundur Þórir Sigurðsson (basse). Tous étaient membres du groupe Bleeding Volcano qui comptait un album studio, Damcrack, en 1992. XIII entre en studio à Pâques 1993, et enregistre une démo qu'il publie sur une cassette audio intitulée Fruits. XIII était habitué à jouer lors de concerts, mais aucun batteur n'était engagé à cette période ; ils enregistrent alors les séances de batterie de Hall lors de concerts qui seront utilisées dans l'album.
La chanson Thirteen est incluse sur la compilation Íslensk músik, sortie en 1993, et est largement diffusée à la radio. Árni Matthíasson déclare dans sa critique d'album que c'était la meilleure chanson de l'album.

### Salt
XIII commence à enregistrer son premier album studio, Salt, à l'hiver 1993 après le départ de Guðmundur. Le groupe conclut un accord de distribution avec le label Spor. Jón Ingi Þorvaldsson est recruté comme bassiste du groupe, et Salt sort en 1994. Salt est considéré comme puissant, ce qui a beaucoup été critiqué par la presse spécialisée. Salt, cependant, s'est bien vendu et n'est plus disponible depuis longtemps.
Salt est bien reçu dans les magazines musicaux étrangers, mais n'est pas suivi de concerts. Plusieurs interviews du groupe sont également publiées dans des magazines internationaux de rock. Le style musical de XIII était le plus souvent définie comme du « new wave/goth ».

### Serpentyne
Début 1995, Eiríkur quitte XIII, et Gísli Már Sigurjónsson reprend la guitare. L'enregistrement du deuxième album, Serpentyne,, commence à l'été et sort en 1995. Bien que le ton de Serpentyne ne soit pas aussi sombre que celui de Salt, il était le moins accessible musicalement, XIII ayant décidé de faire la guerre à la pop. Plus tard, Birgir Jónsson rejoint XIII en tant que batteur. D'autres labels rejoignent Spor pour la distribution de l'album à l'étranger, permettant une promotion considérable autour de la sortie de Serpentyne en 1996 en Europe. Cependant, une certaine fatigue s'installe avec la collaboration et après les tournées, le groupe se sépare en automne 1996.

### Magnifico Nova
Après un changement considérable de style musical, et après avoir transformé « XIII » en « Thirteen ». Sous ce nom, ils sortent l'album Magnifico Nova en 2002 chez XIII Bis Records. Hallur a travaillé sur l'album entièrement seul. En plus des instruments traditionnels, Hallur a utilisé pas mal de « percussions trash » dans la veine de Einstuerzende Neubauten.
En Islande, le label Edda prend en charge la distribution de Magnifico Nova, qui n'est tiré qu'à 200 exemplaires. La chanson Supernatural est diffusée à la radio et culmine à la 7e place des charts de X977. Un concert a lieu en Islande à l'occasion de la sortie de Magnifico Nova en mars 2002. L'album est bien accueilli par Arnar Eggert Thoroddssen pour Morgunblaðin. Thirteen, en plus de Hall, se composait de Gísli Már Sigurjónsson à la guitare, Össur Hafþórsson à la basse, Hannes Heimir Friðbjörnsson à la batterie et Jón Örn Arnarson aux percussions.

### Wintersun
En 2003, Hallur termine un nouvel album studio pour XIII Bis Records. Ils collaborent ensuite à la sortie de Thirteen avec Edel en Allemagne. Hallur enregistre tout l'album, et Axel Flex Árnason se charge du mixage et mastering, puis début 2004 le disque Wintersun est prêt. Cependant, la sortie est toujours reportée. En janvier 2005, le disque est produit et préparé pour la distribution. Babb est toutefois entre dans le groupe, le distributeur de 13bis, Sony, ne souhaitant pas diffuser à l'avance des titres qui se vendent à moins de 5 000 exemplaires.
À l'été 2009, le groupe se réunit plusieurs fois dans le studio de Hall, et est alors composé d'Eiríki Sigurðsson, guitariste, Birgi Jónsson, batteur et Jón Inga Þorvaldsson, bassiste. Après plusieurs répétitions, il est question d'organiser un concert, et il s'avère qu'un concert est organisé avec le groupe Sólstafir, et ils ont lieu le samedi 12 septembre, qui se trouvait être l'anniversaire de Hall. En 2010, ils sortent leur compilation Black Box. Le groupe se sépare une nouvelle fois en 2012.

## Discographie
- 1993 : Fruits
- 1994 : Salt
- 1995 : Serpentyne
- 2002 : Magnifico Nova
- 2005 : Wintersun
- 2010 : Black Box